# Rose Hill (aktorka)
Rose Lilian Hill (ur. 5 czerwca 1914 w Londynie, zm. 22 grudnia 2003 tamże) – brytyjska aktorka i śpiewaczka, występowała w roli Fanny La Fan w serialu komediowym ’Allo ’Allo!.

## Życiorys
Była absolwentką uczelni artystycznej Guildhall School of Music and Drama. W 1939 zadebiutowała na scenie operowej. Była sopranem, zwykle występującym jako subretka lub sopran liryczny. Miała w swoim repertuarze m.in. takie role jak Despina w Così fan tutte, Barbarina w Weselu Figara czy Lucy w Operze żebraczej. W 1958 zadebiutowała jako aktorka filmowa, w obrazie The Bank Raiders. Od tego czasu regularnie pojawia się gościnnie w filmach i serialach, m.in. w Armii tatuśka, jednak największe sukcesy odnosiła jako aktorka teatralna. Przez wiele lat była członkinią Royal Shakespeare Company. W 1982 otrzymała swoją zdecydowanie najgłośniejszą rolę telewizyjną, jako nieznośna teściowa głównego bohatera sitcomu ’Allo ’Allo!. Występowała w tym serialu aż do końca jego produkcji w 1992 roku. W 1994 przeszła na emeryturę.

## Życie prywatne
Przez wiele lat jej mężem był zmarły w 1985 John St Leger Davis, z którym miała jedno dziecko. Ostatnie lata życia spędziła w Denville Hall, najbardziej znanym brytyjskim domu dla emerytowanych aktorów. Tam też zmarła w wieku 89 lat.

## Filmografia
- 1964 – Różowa Pantera: Strzał w ciemności jako sopran
- 1970 – Bez podtekstów, proszę jako Kupująca kobieta
- 1970 – Armia tatuśka jako Mrs. Cole
- 1973 – Thriller jako matka
- 1982–1992 – ’Allo ’Allo! jako Madamme Fanny La Fan
- 1994 – The Best of ’Allo ’Allo! jako Madamme Fanny La Fan